# Правый Айёган
Правый Айёган (устар. Малый Ай-Ёган) — река в Томской области России. Устье реки находится в 6 км по правому берегу реки Айёган. Длина реки составляет 42 км.

## Данные водного реестра
По данным государственного водного реестра России относится к Верхнеобскому бассейновому округу, водохозяйственный участок реки — Обь от впадения реки Васюган до впадения реки Вах, речной подбассейн реки — Васюган. Речной бассейн реки — (Верхняя) Обь до впадения Иртыша.